# Dólar Sacagawea
El dólar Sacagawea (también conocido como el "dólar de oro") es una moneda de dólar de los Estados Unidos que ha sido acuñada desde el año 2000, aunque no se liberó para la circulación general entre el 2002 y el 2008 y nuevamente en 2012 debido a su impopularidad general entre la población y la poca demanda empresarial para la moneda. 
Estas monedas tienen un núcleo de cobre chapado en manganeso-latón, lo que les da un color dorado característico. El diseño del anverso de la moneda es obra de Glenna Goodacre. Entre 2000 y 2008, el reverso mostraba un águila diseñada por Thomas D. Rogers. Sin embargo, desde 2009, se ha ido cambiando cada año, y cada uno representa un aspecto diferente de las culturas nativas americanas.
La moneda fue sugerida por primera vez para reemplazar el dólar de Susan B. Anthony, que resultó útil para operadores de máquinas expendedoras y sistemas de transporte a pesar de ser impopular con el público. Originalmente, la Estatua de la Libertad fue propuesta como modelo, pero finalmente fue elegida Sacagawea, la Shoshone que guio la expedición de Lewis y Clark.
La nueva moneda de un dólar se comercializó en gran medida por la Casa de Moneda mediante una serie de anuncios impresos, la radio y la televisión, así como por las asociaciones Walmart y Cheerios. Sin embargo, el dólar Sacagawea no resultó popular entre el público, y la acuñación se redujo drásticamente en el segundo año de producción. La producción de dólares Sacagawea continuó, desde 2007 en paralelo con los dólares presidenciales.
En 2012, el número de monedas acuñadas se redujo en más del 90 %, y del mismo modo se produjo una reducción en los dólares presidenciales, debido a las grandes reservas de monedas de un dólar sin usar.
La Casa de Moneda planeaba emitir también otro diseño hecho con 22 quilates de oro, pero esta idea fue rápidamente abandonada después de que su potestad para acuñar monedas fuese cuestionada. Poco después de la producción inicial del dólar Sacagawea, se observó que algunas de las monedas fueron acuñadas por error con el anverso de una moneda de cuarto de dólar y el reverso normal.

## Antecedentes
Debido a la limitada circulación del Dólar Eisenhower, en 1970 se decidió que una moneda de un dólar más pequeña podría ser más útil para el público. El 26 de septiembre de 1978, el Congreso de Estados Unidos aprobó una ley para establecer una moneda de dólar más pequeña, que representaba a Susan B. Anthony, una prominente sufragista americana. Estos nuevos dólares también resultaron impopulares, debido en gran parte a su similitud en tamaño y composición metálica con el cuarto de dólar. Como había poco interés en la moneda como medio de circulación, la mayoría fueron almacenadas en cámaras de la Casa de Moneda de los Estados Unidos y del Sistema de Reserva Federal, siendo la acuñación cesada en 1981.

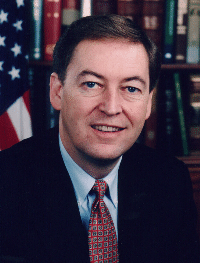
El senador de Minnesota Rod Grams, introdujo la legislación en el Senado para una moneda de dólar nueva.

A pesar de su inicial falta de popularidad, en la década de 1990 la provisión del Tesoro de monedas de un dólar pequeñas empezaron a escasear debido a su amplio uso masivo en máquinas expendedoras (incluyendo más de 9000 máquinas de sellos situadas en las oficinas de correos en todo Estados Unidos) y en los molinetes.
A partir de 1997, varios proyectos de ley fueron presentados al Congreso con la intención de reanudar la acuñación de monedas de un dólar de pequeño tamaño para satisfacer la activada demanda. El 20 de marzo de ese año, el representante republicano de Arizona, Jim Kolbe, solicitó la creación de más monedas de un dólar. Cuatro meses después, el 24 de julio, el representante republicano de Delaware, Michael Castle, miembro del Subcomité de Política Monetaria Doméstica e Internacional, realizó igualmente una petición que sugiría la Estatua de la Libertad como objeto del diseño. 
El 21 de octubre, el republicano de Minnesota Rod Grams presentó un proyecto de ley en el Senado, también pidiendo la acuñación de una moneda de un dólar de nuevo diseño. Finalmente, una nueva legislación autorizó el diseño y  la producción de una moneda de dólar basada en el proyecto de Grams. También el 21 de octubre, en una audiencia ante el Subcomité de Servicios Financieros de Política Monetaria Doméstica e Internacional, Comercio y Tecnología, los funcionarios del Departamento del Tesoro dieron su apoyo a una nueva moneda de un dólar, recomendando que sea de color dorado con un toque distintivo, para que sea fácilmente distinguible del cuarto de dólar. Durante esta audiencia, Philip N. Diehl, entonces director de la Casa de la Moneda, estimó que se necesitarían treinta meses para comenzar la producción de la nueva moneda. 
El Senado de Estados Unidos aprobó la legislación necesaria el 9 de noviembre de 1997, y la Cámara de Representantes hizo lo mismo el 13 de noviembre. El 1 de diciembre el presidente Bill Clinton firmó el Programa de los cuartos de dólar de los 50 estados, que se convirtió en la Ley Pública 105-124. La sección cuarta de la Ley, que lleva por título Ley de 1997 de la Moneda de 1 $, estipuló la acuñación de una moneda de un dólar, manifestando que «La moneda del dólar deberá ser de color dorado, tener un borde distintivo y uncas características táctiles y visuales que hagan la denominación de la moneda fácilmente discernible». La ley también dio autoridad a los Secretarios del Tesoro para continuar con la producción del dólar de Susan B. Anthony hasta que pudiese comenzar la producción de la nueva moneda de un dólar. En total, más de 41 millones de dólares Susan B. Anthony de 1999 fueron acuñados.

## Historia del diseño

### Selección del personaje

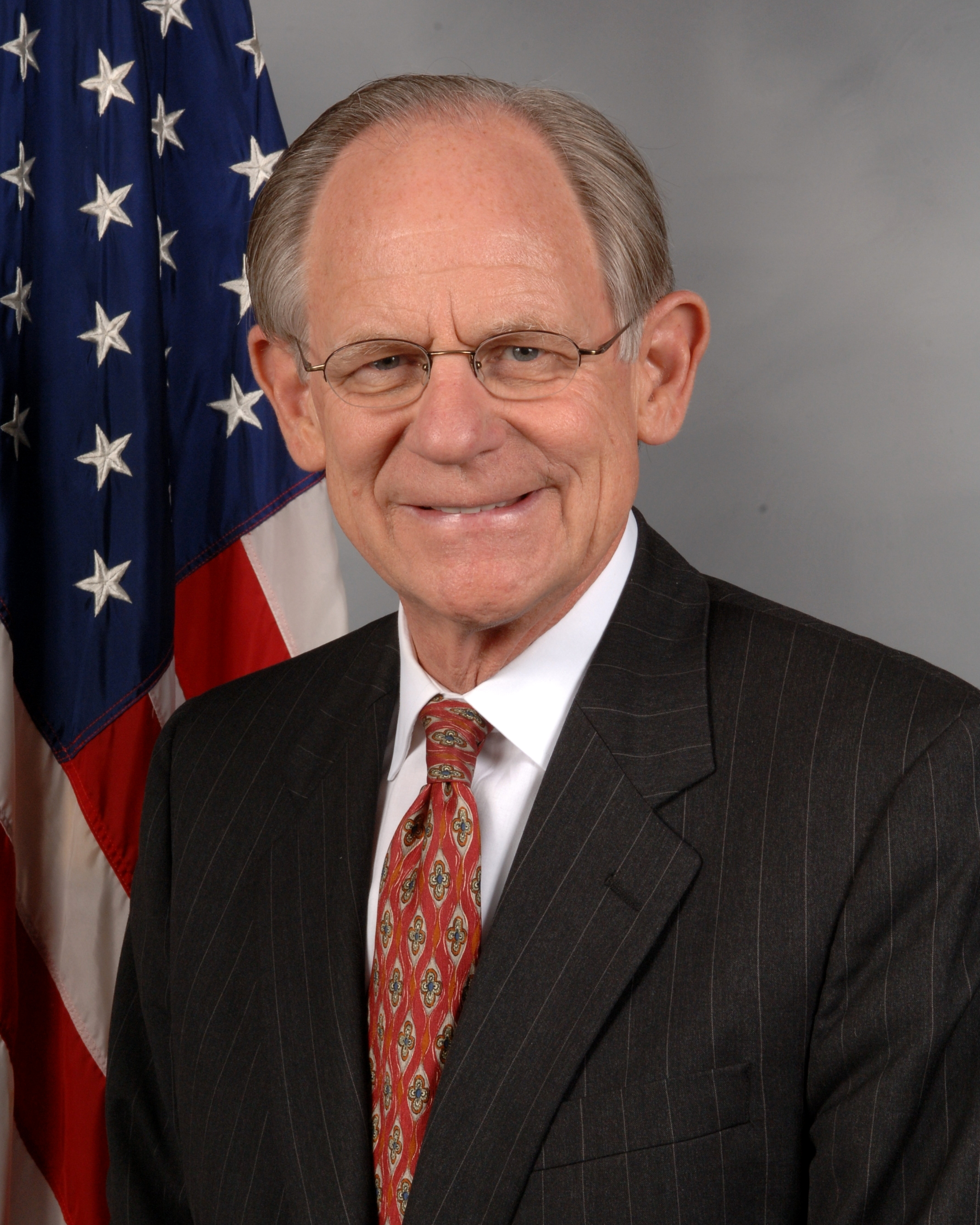
El representante de Delaware Michael Castle, que prefería la Estatua de la Libertad frente a Sacagawea para la moneda del dólar.

Aunque la Ley de la Moneda Dólar de Estados Unidos de 1997 exigía un cambio en la composición y  en el canto, no dictaminó que tenía que aparecer en la moneda. Para determinar esto, el Secretario del Tesoro Robert Rubin nombró un Comité Asesor de Diseño de la Moneda de Dólar de nueve miembros. Rubin, que tenía la autoridad para seleccionar el diseño de la moneda como Secretario del Tesoro, especificó que la moneda debía tener una representación de una o más mujeres y que no podía representar a una persona viva. El comité fue presidido por Felipe N. Diehl, quien no tenía poder para votar en los diseños. Se reunieron en Filadelfia en junio de 1998, donde escucharon diecisiete proyectos presentados por los miembros del público y revisaron muchas otras  sugerencias recibidas por teléfono, correo postal y correo electrónico. El 9 de junio de 1998, el comité recomienda a Sacagawea, la guía Shoshone de la expedición de Lewis y Clark, para el diseño de la nueva moneda. 
A pesar de la elección del comité de Sacagawea, Michael Castle pidió que se eligiera la Estatua de la Libertad, al igual que lo hizo en su legislación anterior. En una carta a la Cámara de Representantes, Castle explicó su objeción, sostuviendo que el objetivo "en la creación de una nueva moneda de un dólar es que sea más distintiva y que tenga un diseño popular que fomente un uso más amplio por parte del público". Entre el 18 y el 22 de noviembre de 1998, la Oficina de Contabilidad General llevó a cabo una encuesta en nombre de Castle. El objetivo de la encuesta era determinar qué diseño encontraría más deseable el público. En total, el 65 por ciento prefirió la Estatua de la Libertad, el 27 por ciento a Sacagawea, el 2 por ciento opinó que ambas eran aceptables, el 3 por ciento dijo que ninguna era aceptable, y un 3 por ciento no opinó. A pesar de la objeción de Castle, Sacagawea fue elegida en última instancia como la protagonista de la moneda.

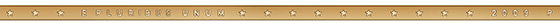
Edge lettering, 2009–present